# Reichskommissariat Ukraina
Reichskommissariat Ukraina (tiếng Đức: Reichskommissariat Ukraine, tiếng Ukraina: Райхскомісаріат Україна) (viết tắt là 
RKU), tạm dịch là Dân ủy Đế quốc Ukraina  là chế độ cai trị dân sự của Ukraina bị chiếm đóng bởi Đức Quốc Xã (trong đó bao gồm các vùng lân cận của Belarus hiện đại và Ba Lan trước chiến tranh). Từ tháng 9 năm 1941 đến tháng 3 năm 1944, Reichskommissariat được quản lý bởi Reichskommissar Erich Koch. Nhiệm vụ của chính quyền bao gồm bình định và khai thác khu vực, vì lợi ích của Đức, về tài nguyên và con người. Adolf Hitler đã ban hành một nghị định nơi Führer xác định chính quyền của các vùng lãnh thổ phía đông mới chiếm đóng vào ngày 17 tháng 7 năm 1941.
Trước cuộc xâm lược của Đức, Ukraina là một nước cộng hòa cấu thành của Liên Xô, có người Ukraina, cũng như các nhóm thiểu số người Nga, Ba Lan, Do Thái, Belarus, Đức, Gypsie và Tatar Krym. Đó là một chủ đề trung tâm của kế hoạch của Đức Quốc Xã cho việc mở rộng sau chiến tranh của nhà nước và nền văn minh Đức.